# 植夫蒲儿根
植夫蒲儿根（学名：Sinosenecio fangianus）为菊科蒲儿根属的植物，是中国的特有植物。分布在中国大陆的四川等地，常生长在山谷林缘及沟边，目前尚未由人工引种栽培。